# 秋茄树属
秋茄树属是金虎尾目红树科下的一个属，为灌木或小乔木植物。该属仅有秋茄树（Kandelia candel）和水筆仔（Kandelia obvata）兩种，分布于亚洲热带海岸，是鹹淡水交界。
属名Kandelia源于印度语kandel，即秋茄树。